# Барсуковка (Любинский район)
Барсуковка — деревня в Любинском районе Омской области, в составе Северо-Любинского сельского поселения .

## История
Бывшее немецкое село.

## Население
| Год       | 1979            | 1989            | 2010 |
| Население | 416 (50 % нем.) | 368 (46 % нем.) | 236  |